# Cairo (Ohio)
Cairo és una població dels Estats Units a l'estat d'Ohio. Segons el cens del 2000 tenia 499 habitants.

## Demografia
Segons el cens del 2000, Cairo tenia 499 habitants, 181 habitatges, i 148 famílies. La densitat de població era de 802,8 habitants/km².
Dels 181 habitatges en un 40,9% hi vivien nens de menys de 18 anys, en un 65,2% hi vivien parelles casades, en un 12,7% dones solteres, i en un 18,2% no eren unitats familiars. En el 15,5% dels habitatges hi vivien persones soles el 7,2% de les quals corresponia a persones de 65 anys o més que vivien soles. El nombre mitjà de persones vivint en cada habitatge era de 2,76 i el nombre mitjà de persones que vivien en cada família era de 3,08.
Per edats la població es repartia de la següent manera: un 30,7% tenia menys de 18 anys, un 6,8% entre 18 i 24, un 31,5% entre 25 i 44, un 21,4% de 45 a 60 i un 9,6% 65 anys o més.
L'edat mediana era de 34 anys. Per cada 100 dones de 18 o més anys hi havia 90,1 homes.
La renda mediana per habitatge era de 32.917 $ i la renda mediana per família de 39.375 $. Els homes tenien una renda mediana de 34.250 $ mentre que les dones 25.313 $. La renda per capita de la població era de 14.365 $. Aproximadament el 6,8% de les famílies i el 6,9% de la població estaven per davall del llindar de pobresa.

## Poblacions més properes
El següent diagrama mostra les poblacions més properes.